# Ангерран II де Понтье
Ангерра́н II де Понтье́ (фр. Enguerrand II de Ponthieu; ум. 25 октября 1053 года) — граф Понтье и сеньор д’Омаль (с 1052), один из лидеров восстания нормандских баронов против Вильгельма Завоевателя в 1053—1054 гг.

## Биография
Ангерран II был сыном Гуго II, графа де Понтье, и Берты, наследницы сеньории Омаль. После смерти отца в 1052 году он унаследовал оба этих лёна. По графству Понтье Ангерран II был прямым вассалом королей Франции, по сеньории Омаль — вассалом герцогов Нормандии. Отец Ангеррана проводил политику сближения с Нормандией. Он организовал брак своей дочери с Вильгельмом де Талу, младшим сыном нормандского герцога Ричарда II, а Ангерран II женился на Аделаиде, сестре герцога Вильгельма Незаконнорождённого (будущего завоевателя Англии). Однако, вероятно по причине недопустимой степени родства со своей женой, в 1049 году Ангерран был отлучён от церкви на соборе в Реймсе.
Когда в 1053 году Вильгельм де Талу, укрепив свой замок Арк в Верхней Нормандии, поднял восстание против юного герцога Вильгельма Незаконнорождённого, оспорив права последнего на нормандский престол, Ангерран II присоединился к мятежникам. Вскоре Арк был осаждён войсками герцога. Ангерран II во главе небольшого отряда рыцарей направился на помощь своему союзнику, но 25 октября 1053 года был разбит и убит в сражении под стенами Арка у местечка Сен-Обен-сюр-Ски. Вскоре мятеж был подавлен, а Вильгельм де Талу изгнан из Нормандии. За участие в восстании герцог Вильгельм конфисковал сеньорию Омаль у наследников Ангерран II и передал её жене погибшего графа Аделаиде Нормандской. Впоследствии в Омале установилось правление потомков Аделаиды от её третьего супруга Эда III де Блуа. Понтье отошло младшему брату (по другим источникам — сыну) Ангеррана II графу Ги I де Монтрею.

## Брак и дети
От брака с Аделаидой Нормандской (ум. ок. 1090), сестрой Вильгельма Завоевателя, Ангерран II имел двух дочерей:
- Аделаида де Понтье (упомянута под 1098 годом);
- Элиссенда де Понтье, замужем (1091) за Гуго II (ум. 1030), графом де Сен-Поль.

По некоторым источником преемник Ангеррана II в графстве Понтье также был его сыном, а не братом:
- Ги I де Монтрей (ум. 1100), граф де Понтье (с 1053), женат первым браком на некой Аде, вторым браком на некой Адиле, участник нормандского завоевания Англии, предоставивший территорию своего графства для организации переправы через Ла-Манш. Его дочь Агнесса де Понтье (ум. после 1100) вышла замуж за Роберта Беллемского (ум. 1131), графа Шрусбери, одного из наиболее могущественных англонормандских аристократов рубежа XI—XII веков. В результате этого брака в Понтье установилось правление дома Монтгомери.